# Галибаренко, Наталья Николаевна
Наталья Николаевна Галибаренко (укр. Наталія Миколаївна Галібаренко; род. 12 мая 1978, Киев) — украинский политический деятель, дипломат. С 30 июля 2021 по 13 июня 2025 года — глава миссии Украины при НАТО. Чрезвычайный и полномочный посол Украины в Великобритании (c 26 августа 2015 по 20 июля 2020 года), постоянный представитель Украины при Международной морской организации (с 25 сентября 2015 по 20 июля 2020 года, по совместительству). Чрезвычайный и полномочный посланник 1-го класса (2016).

## Биография
Окончила Институт международных отношений Киевского национального университета имени Тараса Шевченко.
На дипломатической службе с 2000 года, работала на должностях атташе и третьего секретаря Кабинета Министра иностранных дел Украины, третьего и второго секретаря Представительства Украины при ЕС.
В 2006—2007 годах — главный консультант Департамента европейской и евроатлантической интеграции Главной службы внешней политики Администрации президента Украины.

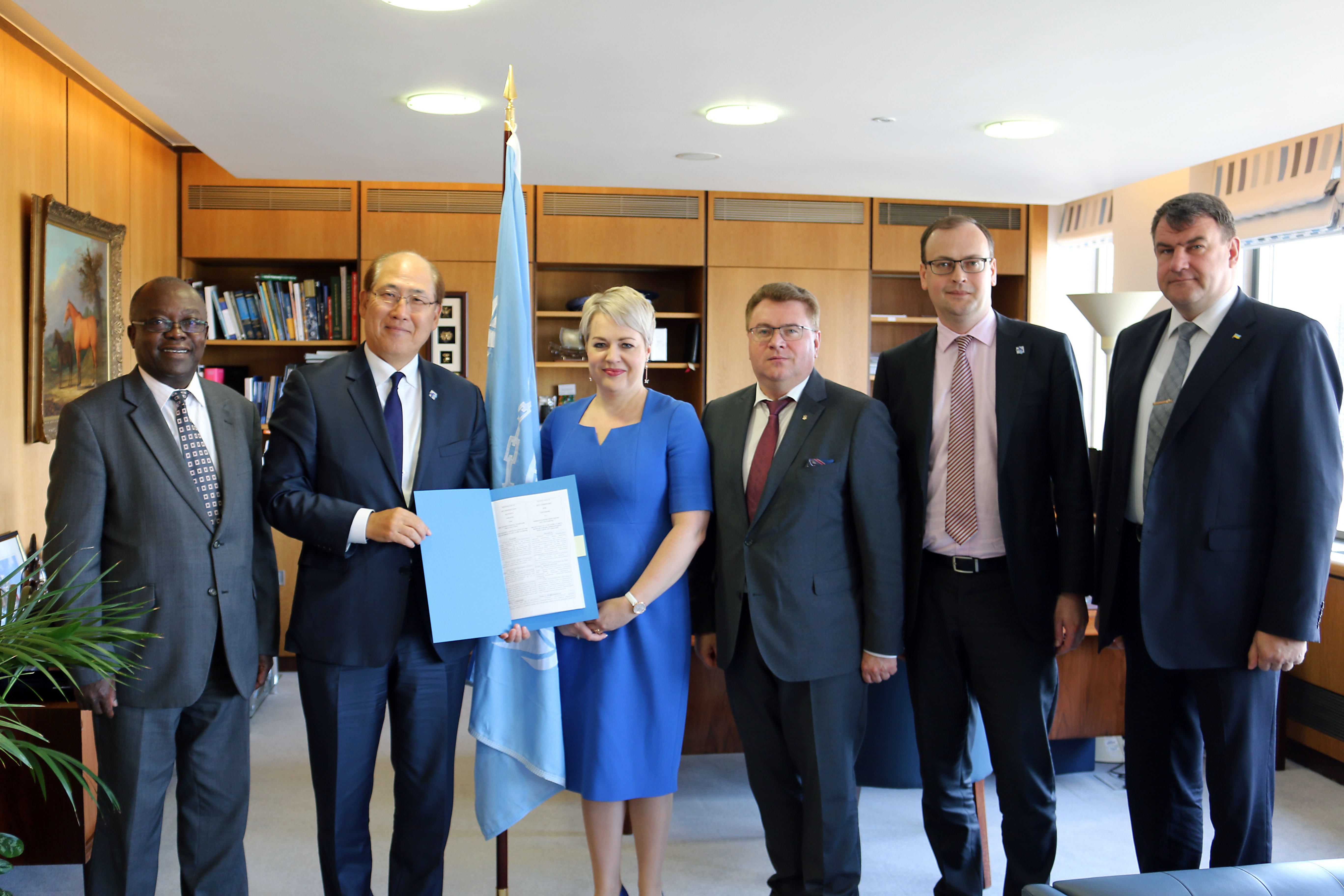
Наталья Галибаренко в штаб-квартире ИМО в Лондоне, 18 мая 2018 года, на встрече для подписания Меморандума о взаимопонимании по поводу участия Украины в Системе аудита государств-членов ИМО (IMSAS).

В 2007—2009 годах — заведующая сектором по обеспечению работы заместителя министра иностранных дел Украины.
В 2009—2012 годах — начальник отдела, заместитель директора департамента — начальник отдела по вопросам сотрудничества в сфере политики, обороны и безопасности Департамента Европейского Союза МИД Украины.
С октября 2012 по март 2014 года — заместитель постоянного представителя Украины при международных организациях в Вене.
С 9 марта 2014 по 2 декабря 2015 года — первый заместитель министра иностранных дел Украины.
С 26 августа 2015 по 20 июля 2020 года — чрезвычайный и полномочный посол Украины в Великобритании. (верительные грамоты Елизавете II вручила 2 мая 2016 года). Под её руководством посольство занимало активную проукраинскую позицию и продвигало интересы страны в переговорах с британским правительством и политиками.
С 25 сентября 2015 по 20 июля 2020 года — постоянный представитель Украины при Международной морской организации (по совместительству).
30 июля 2021 года указом президента Украины Владимиром Зеленским назначена главой Миссии Украины при НАТО. Галибаренко стала первой женщиной в истории Украины, возглавившей этот пост. 13 июня 2025 года была уволена. Её сменила Алёна Гетьманчук.
Владеет английским и испанским языками.

## Личная жизнь
Замужем, муж — Александр Науменко. имеет сына Ивана.

## Дипломатический ранг
- Чрезвычайный и полномочный посланник второго класса (21 декабря 2013)[18].
- Чрезвычайный и полномочный посланник первого класса (22 декабря 2016)[19].